# Samuel Parkman Tuckerman
Samuel Parkman Tuckerman (Boston, Estats Units, 11 de febrer de 1819 – Newport (Rhode Island), 30 de juny de 1890) fou un organista i compositor estatunidenc.
Deixeble de Zeuner, va ser organista de l'església de Sant Pau de la seva ciutat natal des de 1840, però el 1849 deixà aquest càrrec per a traslladar-se a Anglaterra, on visità els principals arxius de música religiosa (Londres, Canterbury, York, etc.) i aconseguí el grau de doctor en música. El 1854 tornà als Estats Units i es possessionà novament del seu lloc, que desenvolupà fins a la seva mort. Entre les seves composicions originals figuren serveis complets, himnes i antífones, havent publicat, a més, les col·leccions:
- The Episcopal Harp;
- National Lyre;
- Cathedral Chants (1858);
- Trinity Collection of Church Music (1864)